# Rezydencja Maias
Rezydencja Maias (j. por Casa dos Maias) znana również jako Pałac Ferrazes (j. por Palácio dos Ferrazes, Casa dos Ferrazes Bravos) – zabytkowa kamienica znajdująca się w portugalskim mieście Porto, pełniąca obecnie funkcje pięciogwiazdkowego hotelu Portobay Flores. Nazwy kamienicy pochodzą od nazwisk rodzin, które zamieszkiwały ten budynek.

## Historia budynku

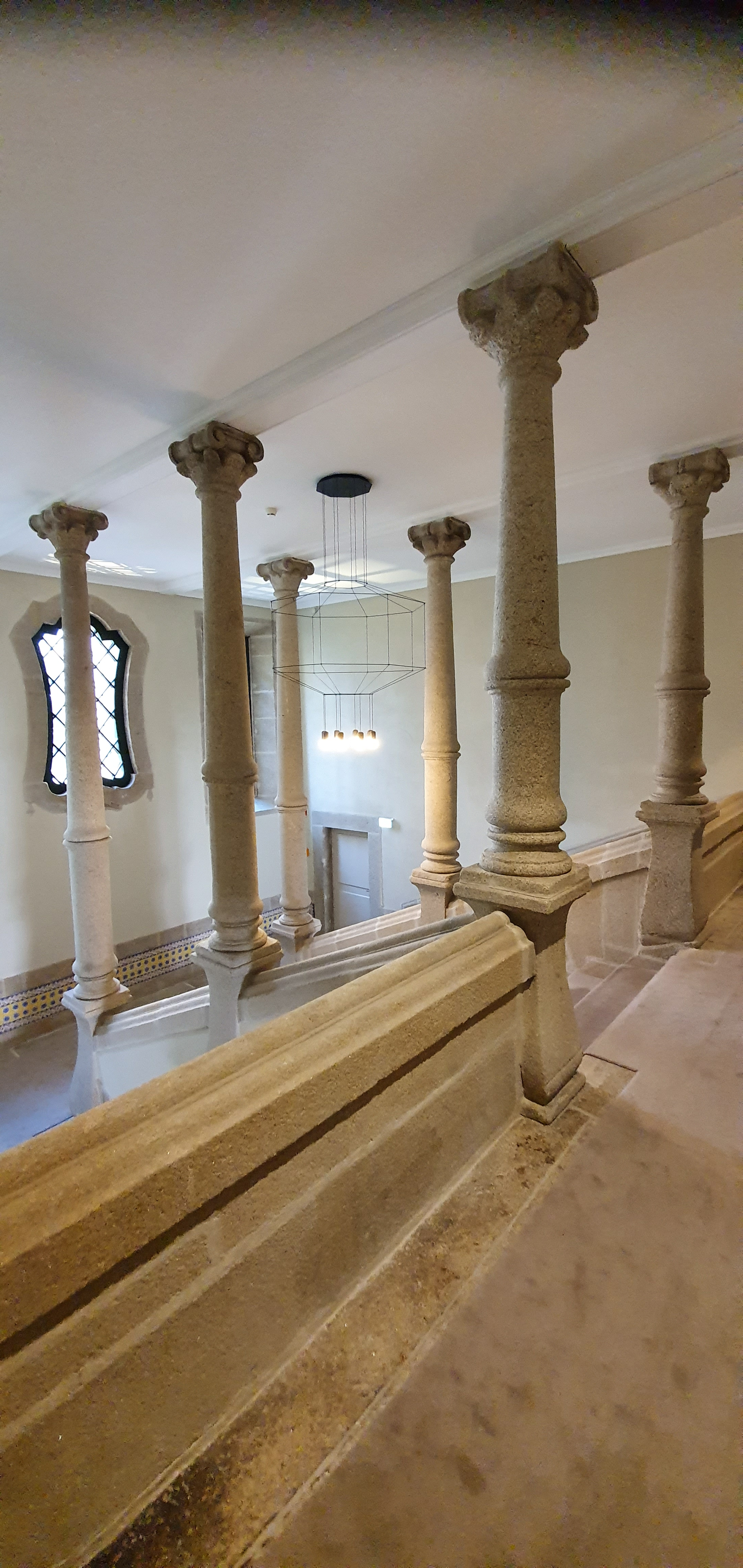
Klatka schodowa

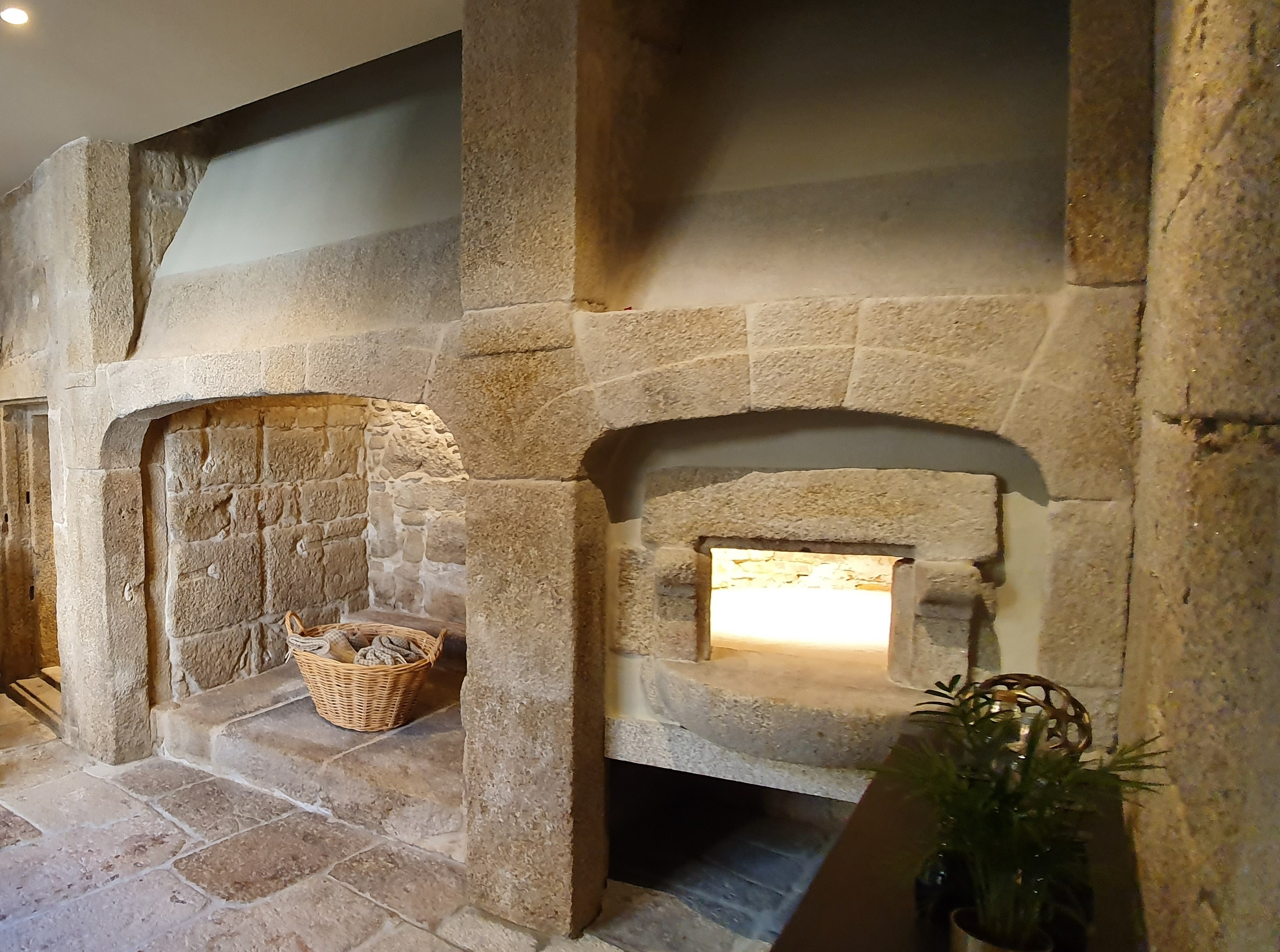
Zachowany piec chlebowy

W 1521 roku, na dawnych biskupich terenach ogrodowych została wytyczona ulica Santa Catarina das Flores (obecnie Rua das Flores). Szybko stała się jedną z głównych arterii komunikacyjnych miasta przy których wznoszono piękne pałacowe dworki dla bogatej klasy średniej. W 1528 roku, parcelę odziedziczył Luis Toledo, który wybudował na niej pierwszy murowany budynek. W 1542 właścicielami parceli został Martim Ferraz, potomek szlacheckiej rodziny z Entre Douro e Minho. Do XIX wieku dom pozostawał w rękach rodziny Ferrazesa Bravo i Manuela Bravo. W XIX wieku dom został zakupiony przez Domingosa de Oliveira Maia.

## Architektura
Kształt fasady budynku jak i jego wnętrza zostały ukształtowane w XVIII wieku, po przeprowadzonych istotnych zmianach. Dwukondygnacyjny, jednotraktowy budynek został wzniesiony na planie o kształcie litery "U" wraz z tylnym tarasem. Ośmioosiowa fasada budynku posiada osiem wykuszowych okien na pierwszym piętrze, zamkniętych małymi balkonikami z balustradami z kutego żelaza i zwieńczonymi u góry trójkątnymi frontonami. W części parterowej znajduje się pięć prostokątnych witryn okiennych (trzy po prawej stronie i dwie po lewej) otoczonych kamiennymi opaskami. W części środkowej znajdują się cztery otwory wejściowe, wyższe od bocznych witryn, również otoczone kamiennymi opaskami. Nad nimi umieszczono małe, prostokątne otwory okienne, których ozdobne nadokienniki kończą się pod balkonikami okien z pierwszego piętra. Fasada zwieńczona jest wysuniętym gzymsem podpartym ozdobionymi modylionami. Nad dwoma skrajnymi otworami drzwiowymi znajdują się dwa herby szlacheckie, dwóch rodów Bravo i Ferraza. Zamontowane są one na ozdobnej konstrukcji złożonej z wolut i zwojów barokowych, choć one same pochodzą z połowy XVI wieku. Prawdopodobnie zostały tu umieszczone podczas prac remontowych w XVIII wieku. Na jednym z nadproży drzwi znajduje się znak koła odnoszący się do atrybutu męczeństwa Świętej Katarzyny.
W tylnej części budynku, na wysokości pierwszego piętra znajduje się patio wyłożone granitowymi płytami. W XVIII wieku, w jej centralnej części, umieszczono fontannę z rzeźbą delfina, z pyska którego tryskała woda. W tym samym okresie w tylnej części budynku została wzniesiona barokowa ośmioboczna kaplica autorstwa prawdopodobnie włoskiego architekta Nicolau Nasoniego. Po przeprowadzonych pracach remontowych w XIX wieku fontanna wraz z drewnianą kaplicą zostały usunięta i przeniesione do kaplicy Quinta de Vale Abraão w Chambres, do innej posiadłości ówczesnego właściciela pałacu Marii de Serpa Leitão Pimentel.
We wnętrzu budynku, na parterze, znajduje się duży hol, z którego na wyższe piętro prowadzą podwójne boczne stare, XVI wieczne, szerokie, zabiegowe kamienne schody, łączące się pośrodku w jedne szerokie schody z kamiennymi balustradami i z sześcioma granitowymi kolumnami pozornie podtrzymującymi sufit, zakończonymi kapitelami. Na pierwszym piętrze znajdowała się wielka sala balowa, obecnie podzielona na trzy mniejsze pomieszczenia tworzące restaurację hotelową. Podczas prac remontowych w 2015 roku wyeksponowano, zachowane XVI wieczne elementy architektoniczne: piec chlebowy, okna z kratami, wodopój oraz kamienne elementy konstrukcyjne.

## Hotel
W 2015 roku budynek został zakupiony przez sieć hotelową PortoBay Flores a następnie wyremontowany i zaadaptowany do swoich potrzeb. By zwiększyść ilość pokoi hotelowych, inwestor zakupił sąsiadującą, tylną działkę znajdującą się przy ulicy Rua da Vitória. Budynek znajdujący się na nowej posesji został rozebrany a w jego miejsce wzniesiono nowy dziewięciopiętrowy budynek hotelowy, który następnie, na poziomie parteru, połączono ze starym pałacem Ferrazes. Pomimo różnicy poziomów pomiędzy działkami wynosząca 21 metrów, nowo zaprojektowany budynek został udanie wkomponowany pod względem architektonicznym ze starszym budynkiem. Powstały nowy pięciogwiazdkowy hotel mieszczący się na działce o powierzchni 1500 m², posiada sześćdziesiąt sześć pokoi, spa, siłownię, restaurację i salę konferencyjną. Prace remontowe były prowadzone pod nadzorem architekta Samuela Torresa de Carvalho.